# 周建平 (解放军)
周建平（1919年8月—2016年11月25日），原名周嘉善，江苏吴县陆巷人，中国人民解放军开国少将。

## 生平
1937年抗战爆发时周嘉善正在黄埭乡村师范学校就读。
1938年参加了常熟人民抗日自卫大队（简称“民抗”），任政训处政训员、第二分队政训员，经陈岳章加入中国共产党。1939年在中共常熟县委直接领导的新六梯团三大队一中队任中队长。1939年夏，“民抗”与叶飞领导的从茅山东进的江南抗日义勇军（简称“江抗”）二路（新四军老六团）在常熟敌后会师，常熟当地抗日武装改编为“江抗”五路，其兄周嘉禄任“江抗”五路三支队支队长（后因病回乡），周嘉善任三支队八中队中队长。1939年10月8日“江抗”主力西撤后在西石桥（今属江阴市利港镇）“江抗”二路和五路合并为“江抗”一团，周嘉善任三营八连长。1939年11月，随部至扬中与管文蔚的新四军挺进纵队合编，任新四军挺进纵队一团三营八连连长。1940年正月初二随部队渡江北上，后升任第三营教导员。参加了半塔集战斗。郭村战斗后任三营长。1940年10月黄桥战役中率第三营在八字桥一带作为第一纵队预备队，同时对营溪、海安方向警戒，准备阻援。10月7日听到小周庄方向人喊马嘶，发现有部队渡河迹象，不及向上请示就率第八连向西冲去，指挥第八连用向挖尺沟河里猛烈射击，封死了突破口，淹死了正在突围渡河的国民革命军第八十九军军长李守维。皖南事变后，历任新四军第1师第1旅司令部作战科科长、苏中军区特务第三团参谋长，苏中军区党校十队队长，新四军第1师兼苏中军区司令部作战科科长。
第二次国共内战时期，历任华中野战军第七纵队五十五团团长、华东野战军第十一纵队第31旅参谋长、中国人民解放军第三野战军第十兵团参谋处处长。
中华人民共和国成立后，历任第三野战军第十兵团第二十九军第八十七师副师长兼福建军区第七军分区副司令，中国人民解放军总参谋部二部第一处、第三处处长，中央军委防空军作战处处长、参谋长助理。1955年授大校军衔、荣获二级独立自由勋章和二级解放勋章。1957年，调任中国人民解放军空军第四军参谋长，后来升为该军副军长，1962年9月15日任该军军长。1964年晋升为少将军衔。1969年9月1日升任南京军区空军副司令员。
1971年3月31日晚至4月1日，林立果根据《五七一工程纪要》中在“准备阶段”成立“指挥班子”的“实施要点”，召集该《纪要》中确定的指挥班子成员陈励耘、南京军区空军政委江腾蛟、空四军政委王维国、南京军区空军副司令员周建平，在上海市岳阳路原上海市少年科技站秘密开会。后来中共将此次会议称为“上海会议”，林立果则称之为“三国四方会议”。陈励耘、王维国、周建平一直不知道《五七一工程纪要》的存在，也不知道林立果有谋害毛泽东的计划。
1971年九一三事件后，1971年9月25日，陈励耘、王维国、周建平被隔离审查。1981年，周建平被免予起诉，按师职待遇安置地方。 